# سفارة بولندا في لبنان
سفارة بولندا في لبنان هي أرفع تمثيل دبلوماسي لدولة بولندا لدى لبنان. تقع السفارة في بيروت وهي تهدف لتعزيز المصالح البولندية في لبنان.

## وصلات خارجية
- الموقع الرسمي
- قائمة سفارات بولندا
- قائمة السفارات في لبنان